# Park Yeol (film)
Pour plus de détails, voir Fiche technique et Distribution.
Park Yeol (hangeul : 박열) est un film biographique sud-coréen réalisé par Lee Joon-ik et sorti le 29 juin 2017. Il s'inspire de la vie du militant indépendantiste Park Yeol, avec Lee Je-hoon dans le rôle-titre, et de la japonaise Fumiko Kaneko durant les années 1920.
Il totalise plus d'un million d'entrées au box-office sud-coréen de 2017.

## Synopsis
Durant la période d'occupation japonaise de la Corée, Park Yeol (Lee Je-hoon) est forcé de déménager au Japon en 1919 où il monte un plan à l’aide d’un groupe anarchiste nommé Heukdohwe (« Vague Noire »), composé de 14 Coréens et de 5 Japonais, afin d’assassiner le prince héritier Hirohito. Il connaîtra par ailleurs une liaison avec Fumiko Kaneko (Choi Hee-seo), une nihiliste japonaise.

## Fiche technique
- Titre : Park Yeol
- Titre anglais : Anarchist from Colony
- Réalisation : Lee Joon-ik
- Scénario : Hwang Seong-gu
- Production : Kim Sung-cheol
- Pays :  Corée du Sud
- Genre : Biopic et drame
- Durée : 129 minutes
- Dates de sortie : 
  -  Corée du Sud : 28 juin 2017

## Distribution
- Lee Je-hoon : Park Yeol
- Choi Hee-seo : Fumiko Kaneko[3],[4]
- Min Jin-woong (en) : Hong Jin-yoo[3]
- Kwon Yul (en) : Lee Seok [3]
- Baek Soo-jang : Choi Young-hwan[3]
- Bae Je-gi : Choi Gyoo-jong
- Kim In-woo : Mizuno Rentarō
- Kim Joon-han : Datemas Kaisei
- Tasuku Yamanouchi : Tatsuji Fuse

## Distinction

### Récompenses
- The Seoul Awards 2017 :
  - Grand Prix du meilleur film
  - Meilleure actrice révélée pour Choi Hee-seo

### Nomination
- The Seoul Awards 2017 : Meilleur acteur révélé pour Kim Joon-han